# Giorgio Pasquali
Giorgio Pasquali (Roma, 29 d'abril de 1885 − Belluno, 9 de juliol de 1952) va ser un filòleg clàssic italià. L'obra de Pasquali ha estat important pel que fa a la redefinició de la filologia. Amb la fonamental Storia della tradizione e critica del testo (1934) va plantejar una nova forma de filologia que feia servir els criteris mecànics propis del mètode de Lachmann i part de les observacions de Joseph Bédier, les quals buscaven donar més importància i pes a la història de la transmissió manuscrita del text i a les fonts com a objectes individuals i històricament definits.
Va estudiar a la Universitat de Roma −tenint per professor a Girolamo Vitelli−, on es va graduar en Lletres amb una tesi sobre La comèdia mitològica i els seus precedents en la literatura grega. Va continuar els seus estudis a Basilea i a Göttingen entre 1908 i 1909. Va ser professor de gramàtica grega i llatina a Messina entre 1911 i 1912, a Göttingen de 1912 a 1915, i més endavant seria professor de literatura grega a Florència de 1915 a 1920. A partir de 1924, va passar a ser catedràtic de literatura grecollatina. El 1925 va signar el Manifesto degli intellettuali antifascisti, redactat per Benedetto Croce. Durant la dècada de 1930, va ser professor a la Scuola Normale Superiore de Pisa. El departament de Ciències de l'Antiguitat de la Universitat de Florència porta el seu nom. El 3 d'abril de 1936 va ser elegit membre de la prestigiosa Accademia della Crusca.